# Wiktor Janukowycz
Wiktor Fedorowycz Janukowycz, ukr. Віктор Федорович Янукович, ros. Виктор Фёдорович Янукович, trb. Wiktor Fiodorowicz Janukowicz (ur. 9 lipca 1950 w Jenakijewem w obwodzie donieckim) – ukraiński polityk, inżynier i wykładowca akademicki. W latach 1997–2002 przewodniczący Donieckiej Obwodowej Administracji Państwowej, deputowany, od 2003 do 2010 lider Partii Regionów. W latach 2002–2005 oraz 2006–2007 premier Ukrainy, od 2010 do 2014 prezydent Ukrainy.
Kandydat w wyborach prezydenckich w 2004, w których został ogłoszony zwycięzcą. Ujawnione przypadki manipulacji doprowadziły do pomarańczowej rewolucji, skutkującej powtórzeniem drugiej tury, w której przegrał z Wiktorem Juszczenką. W 2014 odsunięty od władzy decyzją Rady Najwyższej, która nastąpiła po trzymiesięcznej fali manifestacji i starć zbrojnych. Po odsunięciu od władzy osiadł w Rosji. Poszukiwany przez ukraińskie organy ścigania, w 2019 skazany zaocznie na karę 13 lat pozbawienia wolności za zdradę stanu.

## Życiorys

### Rodzina i młodość
Urodził się w Jenakijewem w obwodzie donieckim Ukraińskiej SRR w rodzinie robotniczej jako syn Fedira (1923–1991) i Olhy (1925–1952). Jak sam wskazywał, jego przodkowie od strony ojca byli Polakami i katolikami (babka urodziła się w Warszawie, dziadek wywodził się z miejscowości Januki znajdującej się w granicach II RP). Matka pochodziła natomiast z Rosji. Ojciec pracował jako metalurg, natomiast matka była pielęgniarką. Miał dwa lata, gdy zmarła jego matka, wychowywany był następnie przez babkę.
W młodości był karany za przestępstwa i dwukrotnie więziony. W 1967 skazano go na karę 3 lat pozbawienia wolności za rozbój (zwolniony został po odbyciu około połowy kary na mocy amnestii). W 1970 otrzymał karę 2 lat pozbawienia wolności za spowodowanie średnich obrażeń ciała. Oba wyroki w 1978 zostały uchylone w postępowaniu sądowym wobec niemożności udowodnienia przestępstwa. Miało do tego dojść po wstawiennictwie ówczesnego patrona przyszłego polityka – kosmonauty Gieorgija Bieriegowoja. Kwestia uchylenia tych wyroków stała się po latach przedmiotem kontrowersji, prowadzone postępowanie wskazało wówczas na prawdopodobieństwo, że dokumentacja ta została sfałszowana.
Wiktor Janukowycz początkowo był rosyjskojęzyczny, w późniejszych latach opanował także język ukraiński.

### Wykształcenie i działalność zawodowa
W 1973 ukończył technikum górnicze w rodzinnej miejscowości, a w 1980 uzyskał dyplom inżyniera mechanika na Politechnice Donieckiej. Zgodnie z oficjalną biografią w 2001 uzyskał magisterium z prawa międzynarodowego na Ukraińskiej Akademii Handlu Zagranicznego, a następnie doktoryzował się w instytucie badań ekonomiczno-prawnych Narodowej Akademii Nauk Ukrainy w Kijowie na podstawie pracy poświęconej zarządzaniu rozwojem infrastruktury w dużym regionie przemysłowym. Okoliczności uzyskania magisterium i doktoratu budziły wątpliwości, wskazywano, że dyplomy te pochodziły z tzw. fabryki dyplomów.
Od 1969 pracował zawodowo. Był zatrudniony w zakładzie metalurgicznym, potem kierował zajezdniami samochodowymi w rodzinnej miejscowości oraz w Doniecku. Od 1987 pracował na wyższych stanowiskach w administracji regionalnej. W latach 1989–1996 kierował różnymi przedsiębiorstwami działającymi w sektorze transportowym i przemyśle węglowym.
W oficjalnych biogramach Wiktor Janukowycz był przedstawiany jako profesor, członek prezydium Narodowej Akademii Nauk Ukrainy i członek rzeczywisty Akademii Nauk Ekonomicznych Ukrainy, a także autor kilkudziesięciu publikacji z dziedziny ekonomii. Z tytułu praw autorskich w związku z publikacjami książkowymi, których istnienie w ogóle podawano w wątpliwość, otrzymywał (w tym w trakcie prezydentury) znaczne honoraria.

### Działalność publiczna do 2004
W 1980 uzyskał członkostwo w Komunistycznej Partii Związku Radzieckiego, a w 1982 został deputowanym jednego z sielsowietów. Szerszą działalność polityczną podjął w drugiej połowie lat 90. W sierpniu 1996 został wiceprzewodniczącym, a we wrześniu tegoż roku pierwszym zastępcą przewodniczącego Donieckiej Obwodowej Administracji Państwowej. Od maja 1997 do listopada 2002 stał na czele Donieckiej Obwodowej Administracji Państwowej. Od maja 1999 do maja 2001 jednocześnie kierował radą obwodu donieckiego. Został działaczem Partii Regionów i jednym z liderów tzw. klanu donieckiego, którego nieformalnym liderem był Rinat Achmetow.
21 listopada 2002 prezydent Łeonid Kuczma mianował go na urząd premiera Ukrainy. Zastąpił na tej funkcji Anatolija Kinacha. Został zatwierdzony przez Radę Najwyższą większością 234 głosów za. W grudniu 2002 stanął na czele Narodowego Komitetu Olimpijskiego Ukrainy, którym kierował do czerwca 2005. W kwietniu 2003 powołany na przewodniczącego Partii Regionów, która stała się wkrótce główną siłą polityczną ówczesnego środowiska władzy.
Podczas pełnienia przez niego funkcji premiera doszło do kilkunastoprocentowego wzrostu produktu krajowego brutto, przeprowadzono reformy systemu podatkowego i emerytalnego, przyspieszono proces prywatyzacji. Według organizacji zajmujących się wolnością mediów w tym samym czasie dochodziło do licznych nieprawidłowości wobec dziennikarzy, którzy krytykowali władzę.

### Wybory 2004 i pomarańczowa rewolucja

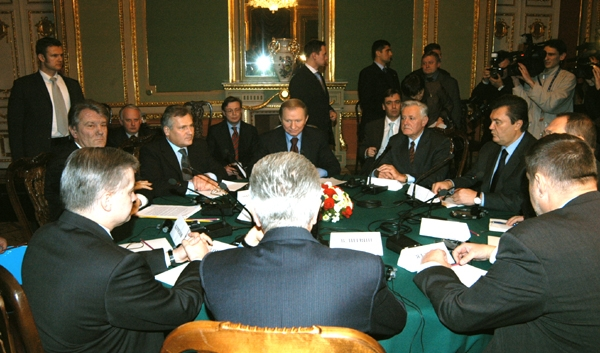
Wiktor Janukowycz podczas negocjacji w trakcie pomarańczowej rewolucji (2004)

W czerwcu 2004 został kandydatem obozu władzy w wyborach prezydenckich. Otwarcie był wspierany także przez Rosję. Jego głównym konkurentem stał się były premier Wiktor Juszczenko, wspierany przez Blok Nasza Ukraina i Blok Julii Tymoszenko. W pierwszej turze z 31 października kandydat opozycji dostał 39,90% głosów, a urzędującego premiera poparło 39,26% głosujących. Druga tura miała miejsce 21 listopada. Zgodnie z oficjalnymi danymi Centralnej Komisji Wyborczej zwyciężył Wiktor Janukowycz (49,46% do 46,61% głosów). Opozycja oskarżyła władze o fałszerstwa wyborcze, wzywając do masowych protestów, które zostały następnie określone mianem pomarańczowej rewolucji. OBWE drugą turę określiła jako nieprzejrzystą i niespełniającą standardów demokratycznych.
25 listopada Sąd Najwyższy wstrzymał opublikowanie oficjalnych rezultatów. Następnego dnia obaj kandydaci zadeklarowali wolę rozmów, przy czym Wiktor Juszczenko zażądał powtórzenia drugiej tury głosowania. 1 grudnia Rada Najwyższa przegłosowała wotum nieufności wobec rządu, a dwa dni później Sąd Najwyższy anulował wyniki wyborów, otwierając drogę do powtórzenia drugiej tury. 7 grudnia obowiązki premiera czasowo przejął Mykoła Azarow. 26 grudnia 2004 odbyła się powtórzona druga tura wyborów – zwyciężył w niej Wiktor Juszczenko z wynikiem 51,99% głosów (wobec 44,20% dla lidera Partii Regionów). Wiktor Janukowycz składał protesty wyborcze, które zostały do 20 stycznia 2005 oddalone. 28 grudnia 2004 powrócił do wykonywania obowiązków premiera, jednak trzy dni później złożył rezygnację.

### Działalność w latach 2005–2010

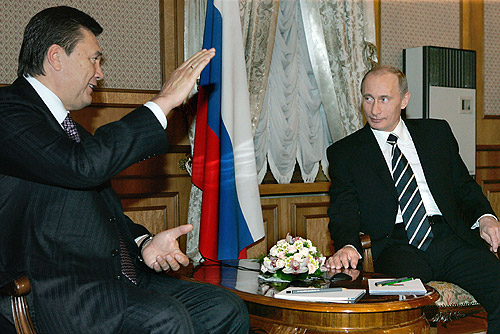
Wiktor Janukowycz podczas rozmowy z Władimirem Putinem (2006)

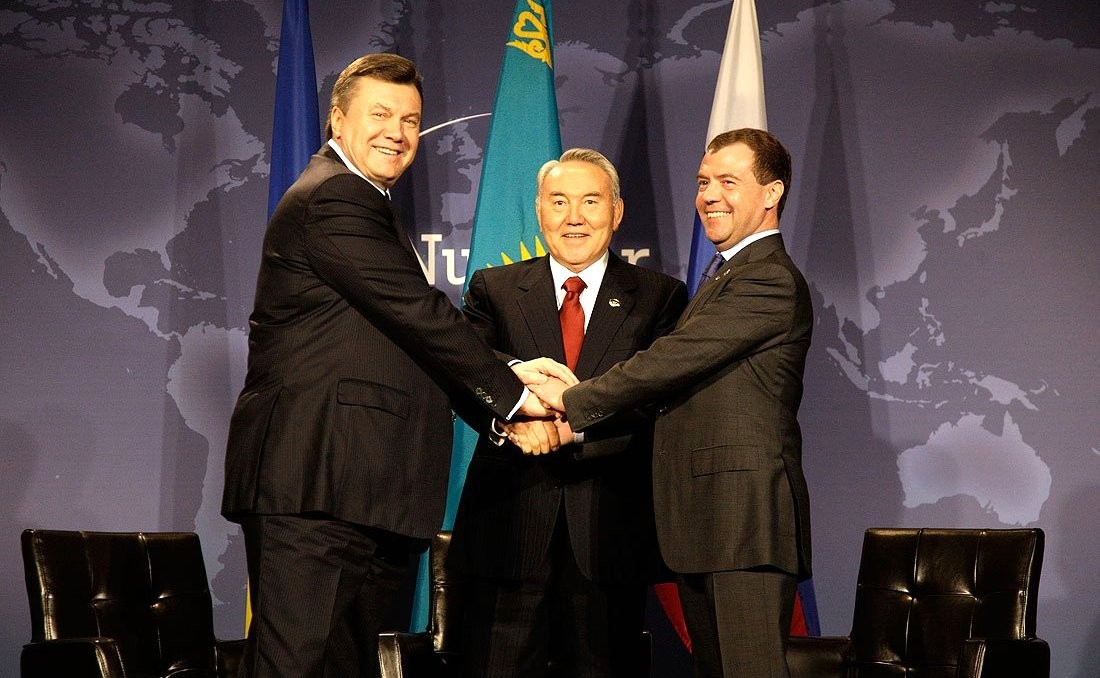
Wiktor Janukowycz, Nursułtan Nazarbajew i Dmitrij Miedwiediew (2010)

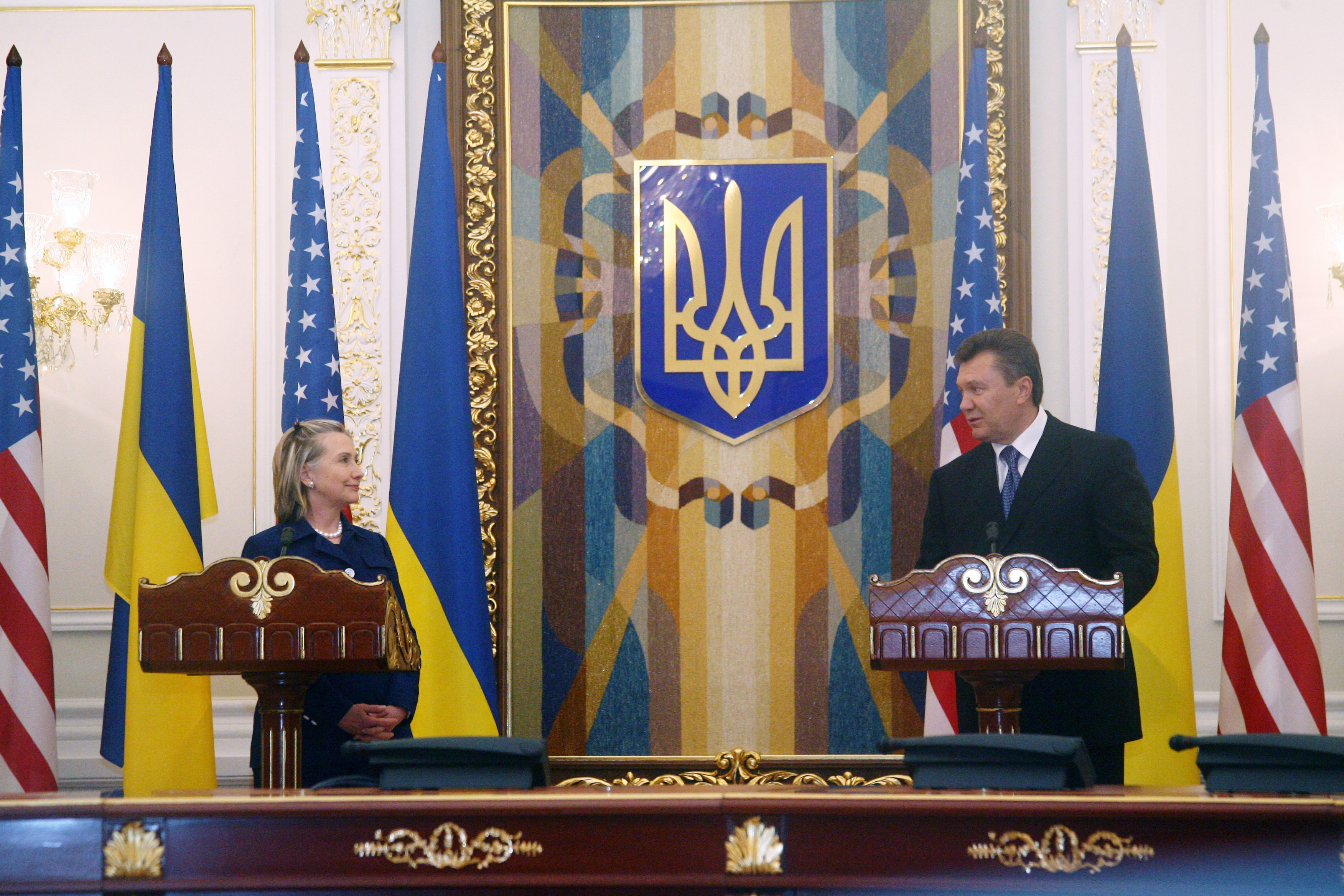
Hillary Clinton i Wiktor Janukowycz na wspólnej konferencji prasowej w Kijowie (2010)

Ze stanowiska premiera odszedł 5 stycznia 2005. W wyborach parlamentarnych z 2006 Partia Regionów zajęła pierwsze miejsce, obsadzając 186 mandatów. Były premier stał na czele partyjnej listy, uzyskując po raz pierwszy miejsce w Radzie Najwyższej. PR zawiązała sojusz z komunistami oraz z socjalistami, którzy wcześniej wspierali pomarańczową rewolucję. Po długich negocjacjach do koalicji dołączył także prezydencki Blok Nasza Ukraina, co spotkało się z krytyką m.in. ze strony Julii Tymoszenko. 4 sierpnia 2006 Wiktor Janukowycz ponownie objął urząd premiera. Koalicja zaczęła się dość szybko rozpadać, od jesieni ministrowie związani z prezydentem byli kolejno dymisjonowani. Wiosną 2007 wybuchł kryzys polityczny, gdy Wiktor Juszczenko zaczął podejmować działania celem rozwiązania parlamentu (służyć temu miało też złożenie mandatów przez około 200 deputowanych opozycji).
Wydarzenia polityczne doprowadziły ostatecznie o rozpisania kolejnych wyborów parlamentarnych w 2007. Wiktor Janukowycz ponownie został deputowanym; otwierał listę wyborczą PR, która po raz drugi z rzędu uzyskała najwięcej mandatów w parlamencie (175 miejsc). Nową koalicję utworzyły jednak ugrupowania prezydenta, byłej premier i Wołodymyra Łytwyna. 18 grudnia 2007 Wiktor Janukowycz zakończył w związku z tym pełnienie funkcji premiera.

### Prezydent Ukrainy

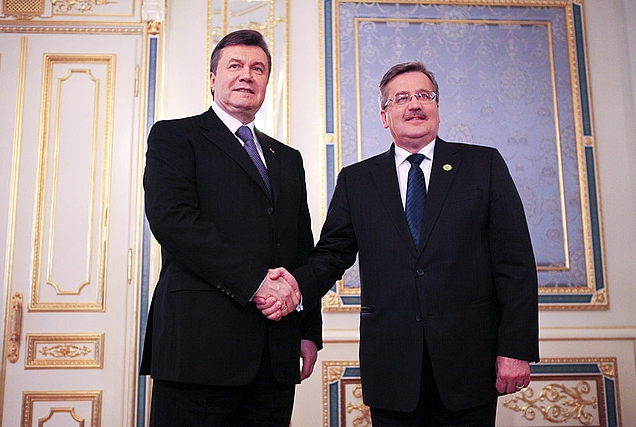
Wiktor Janukowycz i Bronisław Komorowski (2011)

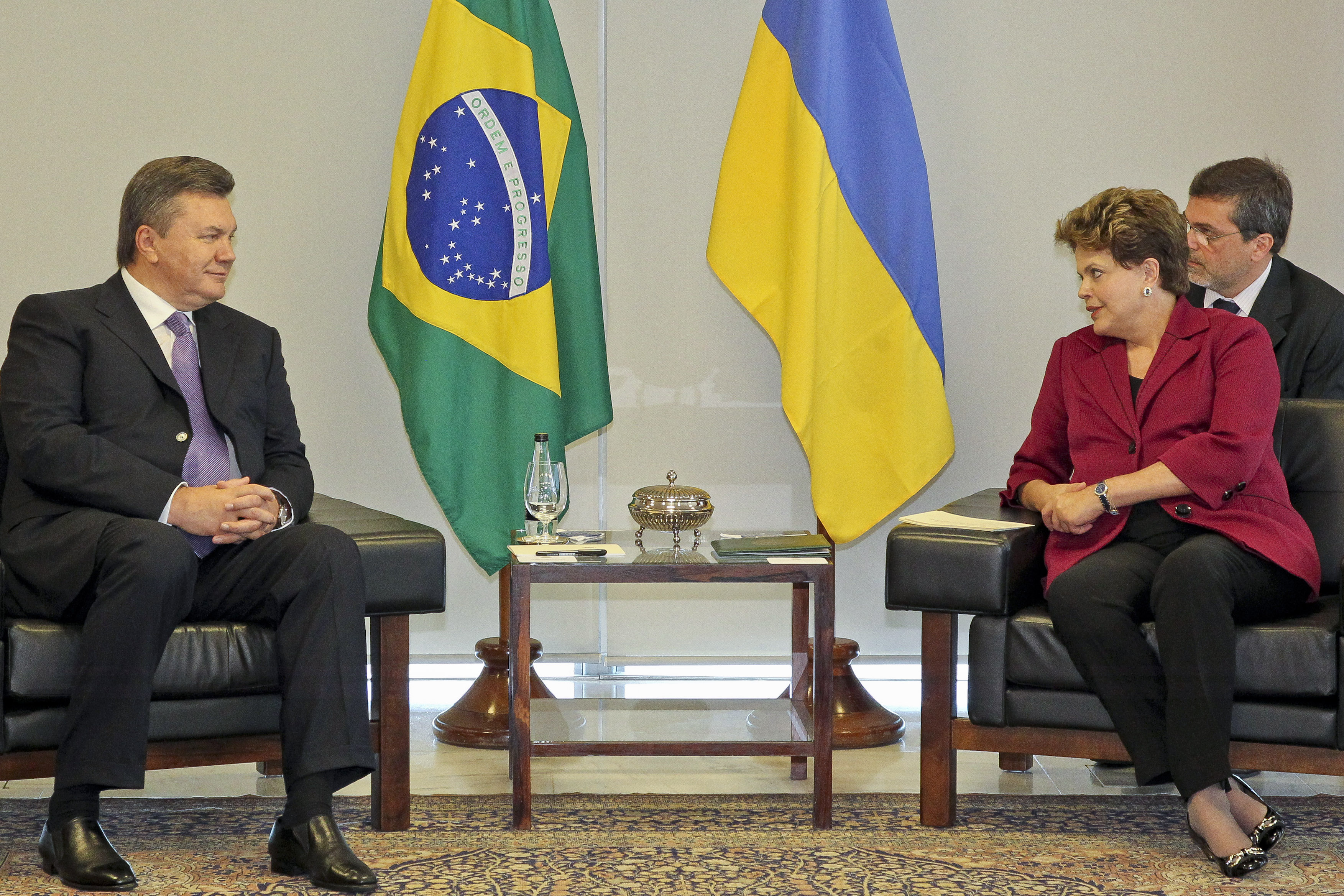
Spotkanie Janukowycza z prezydent Brazylii Dilmą Rousseff w Brasílii (2011)

W wyborach w 2010 ponownie ubiegał się o urząd prezydenta. W pierwszej turze z 17 stycznia zajął pierwsze miejsce z wynikiem 35,32% głosów, wyprzedzając Julię Tymoszenko (25,05%) i Serhija Tihipkę (13,06%). W drugiej turze z 7 lutego 2010 wygrał z Julią Tymoszenko, uzyskując 48,95% głosów (przy 45,47% głosów dla jego konkurentki). Urząd prezydenta objął 25 lutego 2010. Na inaugurację nie przybył ustępujący prezydent Wiktor Juszczenko.
Prezydent dość szybko uzyskał większość parlamentarną – 243 posłów przegłosowało 3 marca wotum nieufności wobec premier Julii Tymoszenko. 11 marca na czele zdominowanego przez PR rządu stanął Mykoła Azarow, który utrzymał tę funkcję również po zwycięskich dla Partii Regionów wyborach z 2012.
W marcu 2010 Wiktor Janukowycz odszedł z funkcji przewodniczącego partii i zawiesił swoje członkostwo w Partii Regionów (został przewodniczącym honorowym tej formacji). Wkrótce po rozpoczęciu kadencji podjął działania mające na celu odebranie tytułów Bohatera Ukrainy nadanych przez swojego poprzednika przywódcom OUN i UPA – Stepanowi Banderze i Romanowi Szuchewyczowi. W 2012 podpisał ustawę rozszerzającą wykorzystanie języków mniejszości narodowych, dzięki której język rosyjski stał się urzędowym językiem regionalnym w kilkunastu regionach. Kwestia podniesienia statusu języka rosyjskiego stanowiła jeden z jego głównych wyborczych postulatów.
W okresie jego prezydentury wszczęto postępowania karne wobec części liderów opozycji. Doszło do skazania i uwięzienia byłej premier Julii Tymoszenko czy byłego ministra Jurija Łucenki, którym zarzucono m.in. nadużycia władzy. Procesy te przez ukraińską opozycję były uznawane za polityczną zemstę środowiska Wiktora Janukowycza. Krytyczne stanowiska co do prawidłowości tych postępowań zajmowały Stany Zjednoczone i Unia Europejska. Parlament Europejski w swojej rezolucji skrytykował władze ukraińskie i wezwał do zapewnienia niezależności i bezstronności w procesach przed sądami, a Europejski Trybunał Praw Człowieka wprost uznał tymczasowe aresztowanie Jurija Łucenki za bezprawne i naruszające prawa człowieka.

### Euromajdan i odsunięcie od władzy

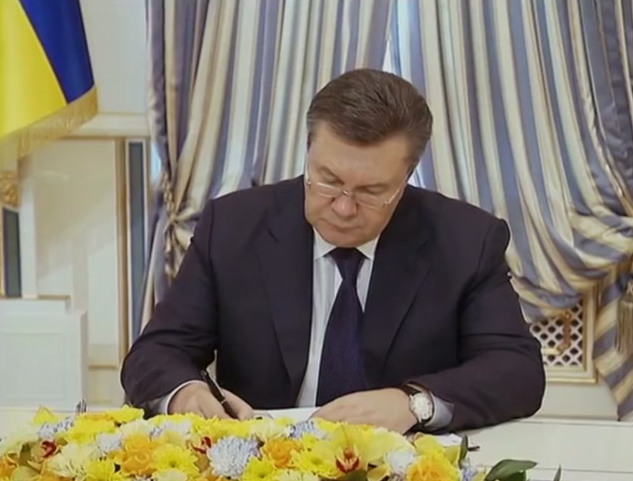
Wiktor Janukowycz podczas podpisania porozumień z opozycją (2014)

W listopadzie 2013 Wiktor Janukowycz odłożył podpisanie umowy stowarzyszeniowej z Unią Europejską. Decyzja ta zapoczątkowała protesty zwolenników integracji z UE, które wsparli przywódcy opozycji. Masowy pokojowy wiec w centrum Kijowa oraz demonstracje w innych miejscowościach otrzymały w mediach miano Euromajdanu. Protesty te zaczęły przybierać na sile, przyjmując charakter antyprezydencki i antyrządowy. Dochodziło do starć przeciwników władzy z milicją, w wyniku których do początku marca 2014 śmierć poniosło blisko 100 osób.
21 lutego 2014, po gwałtownych starciach w dniach 18–20 lutego, Wiktor Janukowycz w ramach ustępstw podpisał z opozycją porozumienie, deklarując m.in. niezwłoczne przywrócenie konstytucji z 2004 (ograniczającej kompetencje głowy państwa) i przeprowadzenie przedterminowych wyborów prezydenckich. Jeszcze tego samego dnia wyjechał do Charkowa. Wieczorem na placu Niepodległości w Kijowie zgromadził się wielotysięczny tłum, część demonstrantów (m.in. skrajnie prawicowa formacja Prawy Sektor) sprzeciwiała się ugodzie, żądając dymisji prezydenta najpóźniej następnego dnia pod rygorem ponowienia działań zbrojnych.
22 lutego na antenie telewizji 112 Ukraina ukazał się wywiad z prezydentem, w którym ten stwierdził, że nie zamierza rezygnować, a także że nie podpisze nielegalnych w jego ocenie decyzji Rady Najwyższej. Tego samego dnia Rada Najwyższa przegłosowała uchwałę stwierdzającą, że Wiktor Janukowycz porzucił wykonywanie obowiązków prezydenta, wyznaczając na 25 maja termin nowych wyborów. Za zagłosowało 328 deputowanych (w tym wielu posłów wchodzących do niedawna w skład większości rządowej). Wiktor Janukowycz w oficjalnym oświadczeniu zaprzeczył, aby złożył rezygnację. Następnego dnia parlament powierzył przewodniczącemu Rady Najwyższej Ołeksandrowi Turczynowowi pełnienie obowiązków głowy państwa.

### Działalność od 2014
Wiktor Janukowycz wyjechał tymczasem do Rosji. 28 lutego 2014 ujawnił się publicznie podczas konferencji prasowej w Rostowie nad Donem. Uznał, że jego odsunięcie od władzy przez Radę Najwyższą było nielegalne, a tym samym nadal uważa się za prezydenta Ukrainy. 1 marca zwrócił się do prezydenta Rosji Władimira Putina o wykorzystanie sił zbrojnych tego państwa do przywrócenia stabilności na Ukrainie. W marcu utracił członkostwo w Partii Regionów.
Po odsunięciu Wiktora Janukowycza od władzy doszło do aneksji Krymu przez Rosję i wojny w Donbasie. Były prezydent został objęty sankcjami (w tym zakazami wjazdu i sankcjami finansowymi) nakładanymi przez różne kraje, m.in. USA i państwa członkowskie UE. Rosja początkowo uznawała go nadal za legalnego prezydenta. Ostatecznie uznała jednak jako prezydenta Petra Poroszenkę, który zwyciężył w przedterminowych wyborach z maja 2014.
24 lutego 2014 pełniący obowiązki ministra spraw wewnętrznych Arsen Awakow poinformował o wystawieniu za Wiktorem Janukowyczem listu gończego w związku ze śledztwem dotyczącym masowych zabójstw osób cywilnych. Następnie wszczynano kolejne postępowania dotyczące m.in. podżegania do obalenia porządku konstytucyjnego. Były prezydent przez pewien czas był wpisany na listę osób poszukiwanych przez Interpol.
Polityk został oskarżony przed sądem o zdradę stanu. W styczniu 2019 sąd w Kijowie po zaocznym procesie skazał go za ten czyn na karę 13 lat pozbawienia wolności – podstawą oskarżenia był apel Wiktora Janukowycza do Władimira Putina wystosowany w 2014.

## Odznaczenia
- Order „Za zasługi” I stopnia (2002)[1]
- Order „Za zasługi” II stopnia (2000)[1]
- Order „Za zasługi” III stopnia (1998)[1]
- Medal „Anania Szirakaci” (Armenia, 2004)[58]
- Order „Przyjaźń” I klasy (Kazachstan, 2010)[59]
- Wielka Wstęga Najwyższego Orderu Chryzantemy (Japonia, 2011)[60]
- Erdeniin Ochir (Mongolia, 2011)[61]
- Krzyż Wielki Legii Honorowej (Francja, 2010)[62]
- Order José Martí (Kuba, 2011)[63]
- Order Heydəra Əliyeva (Azerbejdżan, 2013)[64]
- Prezydencki Order Doskonałości (Gruzja, 2013)[65]
- Srebrny Order Olimpijski (Międzynarodowy Komitet Olimpijski, 2007)[66]

## Życie prywatne
Od 1972 żonaty z Ludmyłą; ojciec stomatologa i przedsiębiorcy Ołeksandra oraz polityka Wiktora.